# Чилдресс (округ)
Чилдресс (англ. Childress County) — округ, расположен в США, штате Техас. Официально образован в 1887 году и назван в честь Джорджа Чилдресса — одного из творцов техасской декларации о независимости. По состоянию на 2000 год, численность населения составляла 7688 человек. Окружным центром является город Чилдресс.

## География
По данным Бюро переписи США, общая площадь округа равняется 1848 км², из которых 1840 км² суша и 8 км² или 0,46 % это водоемы.

### Соседние округа
- Коллингсуэрт (север)
- Котл (юг)
- Хардемен (восток)
- Хармон, Оклахома (северо-восток)
- Холл (запад)

## Демография
По данным переписи населения 2000 года в округе проживало 7688 жителей, в составе 2474 хозяйств и 1650 семей. Плотность населения была 4 человека на 1 квадратный километр. Насчитывалось 3059 жилых домов, при плотности покрытия 2 постройки на 1 квадратный километр. По расовому составу население состояло из 67,7 % белых, 14,09 % чёрных или афроамериканцев, 0,33 % коренных американцев, 0,3 % азиатов, 0,05 % коренных гавайцев и других жителей Океании, 15,7 % прочих рас, и 1,83 % представители двух или более рас. 20,47 % населения являлись испаноязычными или латиноамериканцами.
Из 2474 хозяйств 31,3 % воспитывали детей возрастом до 18 лет, 52,4 % супружеских пар живших вместе, в 11,4 % семей женщины проживали без мужей, 33,3 % не имели семей. На момент переписи 30,8 % от общего количества жили самостоятельно, 16,5 % лица старше 65 лет, жившие в одиночку. В среднем на каждое хозяйство приходилось 2,4 человека, среднестатистический размер семьи составлял 3 человека.
Показатели по возрастным категориям в округе были следующие: 22,1 % жители до 18 лет, 12,1 % от 18 до 24 лет, 30,6 % от 25 до 44 лет, 19,4 % от 45 до 64 лет, и 15,8 % старше 65 лет. Средний возраст составлял 37 лет. На каждых 100 женщин приходилось 142,4 мужчин. На каждых 100 женщин в возрасте 18 лет и старше приходилось 149,5 мужчины.
Средний доход на хозяйство в округе составлял 27 457 $, на семью — 35 543 $. Среднестатистический заработок мужчины был 25 606 $ против 20 037 $ для женщины. Доход на душу населения был 12 452 $. Около 13,7 % семей и 17,6 % общего населения находились ниже черты бедности. Среди них было 28,3 % тех кому ещё не исполнилось 18 лет, и 10,3 % тех кому было уже больше 65 лет.

## Политическая ориентация
На президентских выборах 2012 года Митт Ромни получил 83,42 % голосов избирателей против 16,03 % у демократа Барака Обамы.
В Техасской палате представителей округ Чилдресс числится в составе 68-го района. Интересы округа представляет республиканец Дрю Спрингер из Манстера.

## Населённые пункты

### Города
- Чилдресс

### Немуниципальные территории
- Кэри
- Телл

## Образование
Образовательную систему округа составляют следующие учреждения:
- школьный округ Чилдресс[5]

## Галерея
|                           |                           |                                       |
| Исторический музей округа | Карта Чилдресса 1890 года | Знак приветствия на въезде в Чилдресс |